# Renan Silva
 Renan Silva (n. 27 ianuarie 1989)  este un jucător brazilian care a făcut performanță la echipa Olaria Atlético Clube, mai ales în meciul Flamengo - Olaria încheiat 3-1 unde a reușit să îl umileasca chiar pe starul Ronaldinho cu o schemă pe care a spus in urmă cu câteva zile (iunie 2012) că o va face și la echipa care evoluează acum: Rapid București.